# Mellekh
Mellekh (en népalais : मेल्लेख) est une municipalité rurale du Népal située dans le district d'Achham. Au recensement de 2011, elle comptait 24 670 habitants.
Elle regroupe les anciens comités de développement villageois de Kushkot, Hatikot, Bindhyawasini, Thanti, Risidaha, Khodasadevi et Nandegada.